# Bituberochernes
Genre
Bituberochernes est un genre de pseudoscorpions de la famille des Chernetidae.

## Distribution
Les espèces de ce genre se rencontrent aux Caraïbes.

## Liste des espèces
Selon Pseudoscorpions of the World (version 3.0) :
- Bituberochernes jonensis Muchmore, 1979
- Bituberochernes mumae Muchmore, 1974

## Publication originale
- Muchmore, 1974 : A new genus and species Bituberochernes mumae (Chernetidae). Florida Entomologist, vol. 57, no 1, p. 77-80 (texte intégral).